# G. William Miller
George William Miller (Sapulpa, 9 de março de 1925 – Washington, D.C., 17 de março de 2006) foi um advogado e político norte-americano que serviu como o 65º Secretário do Tesouro dos Estados Unidos de 1979 a 1981 durante a presidência de Jimmy Carter. Anteriormente Miller havia atuado como  11º Presidente do Conselho de Governadores da Reserva Federal entre 1978 e 1979 também sob Carter.